# Pionierpanzer 1
Pionierpanzer 1 также известный как Bergepanzer 2A1 — немецкий инженерный танк, представленный в 1967 году компанией Porsche и подрядчиком Maschinenbau Kiel. Всего было c 1968 года было произведено 123 танка, которые позже были заменены на Pionierpanzer 2A1.

## Конструкция
Pionierpanzer 1 представляет собой инженерный танк массой 39.8 т, основанный преимущественно на Bergepanzer 2. Управление краном осуществлялось вручную через клапаны ручного управления. Трансмиссия была представлена автоматической 4-ступенчатой коробкой передач. Машина также вооружалась 2 пулемётами MG3.
На танк установлен 10-цилиндровый мультитопливный двигатель  MTU MB 838 CaM-500 мощностью 610 кВТ (830 л.с), позволяющий разгоняться 62 км/ч. Из инженерного оборудования в танк входят: кран грузоподъемностью  20 т,  лебедка грузоподъемностью 35 т, гидравлический бульдозерный отвал, гидравлический бур диаметром 70 см и сварочный аппарат.